# Nobelstichting
De Nobelstichting is een particuliere instelling gesticht op 29 juni 1900 met als bedoeling de financiën en administratie van de Nobelprijzen te beheren. De stichting is gebaseerd op het testament van Alfred Nobel, de uitvinder van het  dynamiet.
Het testament van Nobel leidde tot veel kritiek waardoor het pas op 26 april 1897 kon goedgekeurd worden door het Storting, het Noorse parlement.

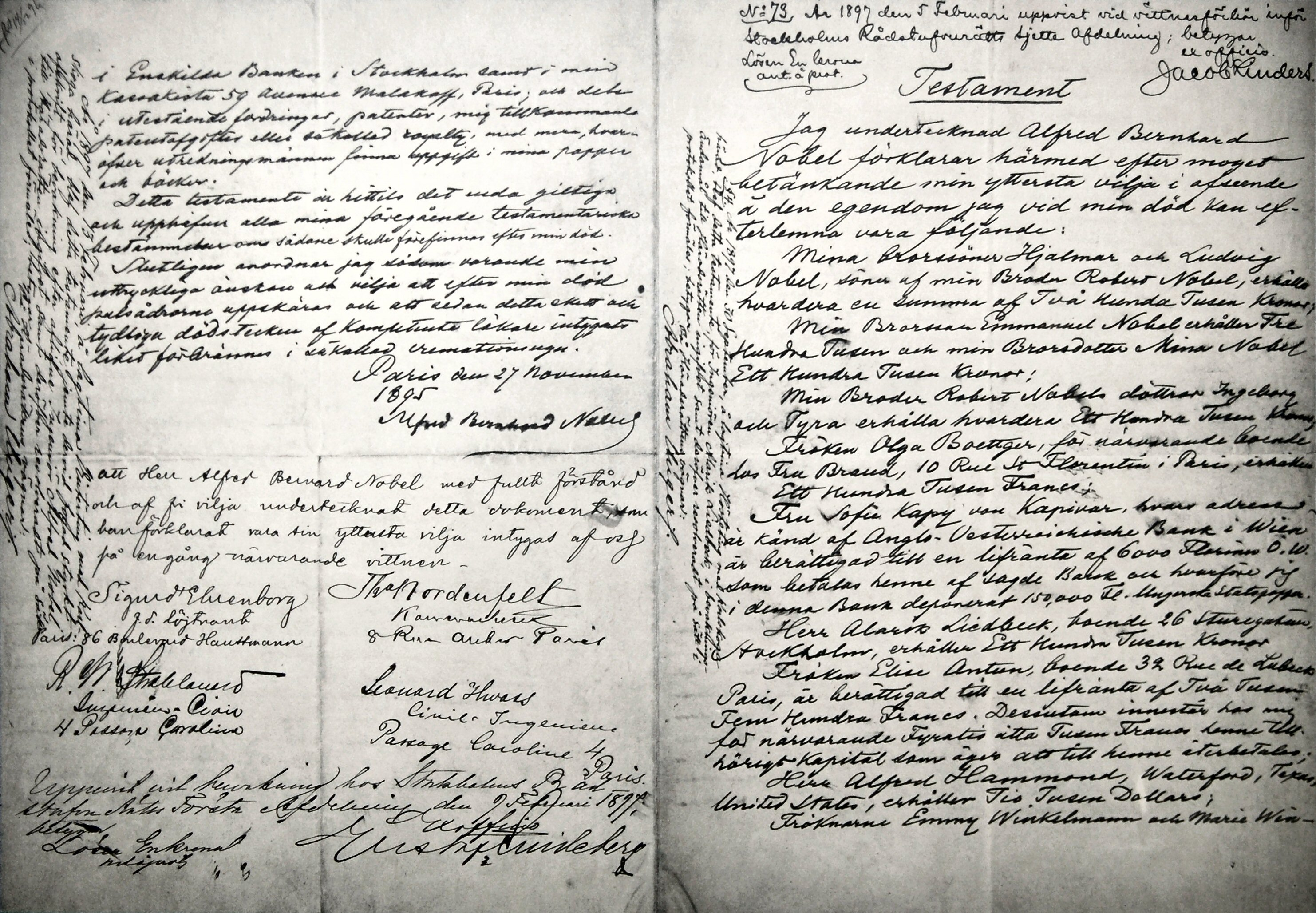
Het testament van Alfred Nobel van 25 november 1895

In overeenstemming met het testament van Alfred Nobel is de hoofdtaak van de Nobelstichting het beheren van het fortuin dat Nobel naliet in een fonds. Daarnaast heeft de stichting als taak de Nobelprijs te vertegenwoordigen naar de buitenwereld toe, het organiseren van informele activiteiten betreffende de prijzen en het oplossen van problemen gerelateerd aan deze prijzen. De Nobelstichting is op geen enkele manier betrokken bij de selectie van de laureaten van de Nobelprijzen. In vele opzichten is de stichting gelijkwaardig met een beleggingsvennootschap, in die zin dat het geld investeert op diverse wijzen om op die manier een solide financieringsbasis te creëren voor de prijs en de administratieve activiteiten. De stichting is vrijgesteld van belastingen in Zweden (sinds 1946) en van investeringsbelastingen in de Verenigde Staten (sinds 1953). Sinds 1980 leverden de investeringen meer geld op dan daarvoor. In het begin van de jaren 80 was de prijs 1 miljoen Zweedse kronen, maar in 2008 was dit bedrag al gestegen tot 10 miljoen Zweedse kronen.